# تشيرينيولا
تشيرينيولا (بالإيطالية: Cerignola)‏ مدينة في جنوب إيطاليا في مقاطعة فودجا، ضمن إقليم بوليا وتقع على بعد 40 كم جنوب شرق فودجا، عدد سكانها 58.074 نسمة. اقتصادها زراعي.

## السكان
في سنة 1861 بلغ عدد السكان 21٬628 نسمة، وتطور العدد ليصل في سنة 2011 لـ 56٬653 نسمة.
يظهر هذا المخطط البياني تطور النمو السكاني لـ تشيرينيولا

## التاريخ
كانت بلدية أيام الامبراطورية الرومانية وكان بناؤها بعد زلزال هائل في عام 1731 معتمدة على التجارة الزراعية. انتصر الأسبان في عام 1503 تحت غونزالو دي كوردوبا على الدوق الفرنسي لويس دارمانياك ادنى المدينة، هذا النصر الذي وضع مملكة نابولي في منطقة أسبانية في إيطاليا. تحتل تشيرينيولا موقع فورفاني، ومحطة عبر طريق ترايانا بين كانوسيوم وهيردونياي.
وهي بلد الفيلولوجي نيكولا زينغاريلي واضع قاموس زينغاريلي الإيطالي، والنقابي جيوزيبي دي فيتوريو، واكيلي لاغوارديا والد فيوريلو لاغوارديا، عمدة نيويورك، أصله من هنا.
1. ↑  "Superficie di Comuni Province e Regioni italiane al 9 ottobre 2011" (بالإيطالية). Istituto nazionale di statistica. Retrieved 2019-03-16.
2. ↑   https://demo.istat.it/?l=it. {{استشهاد ويب}}: |url= بحاجة لعنوان (مساعدة) والوسيط |title= غير موجود أو فارغ (من ويكي بيانات) (مساعدة)
3. ↑  GeoNames (بالإنجليزية), 2005, QID:Q830106
4. ↑  بيانات من موقع ISTAT - Istituto nazionale di statistica (ISTAT);  اطلع عليه بتاريخ 28-12-2012. "نسخة مؤرشفة". مؤرشف من الأصل في 2019-08-03. اطلع عليه بتاريخ 2020-02-04.{{استشهاد ويب}}:  صيانة الاستشهاد: BOT: original URL status unknown (link)